# بدوي زبير

## حياته
درس حتى المرحلة المتوسطة، بدأ حياته الفنية منذ صغره في الحفلات المدرسية وعرف كفنان من أوائل السبعينات. بعد إكمال دراسته عمل كموظف حكومي في شركة المياه، ولاحقا في في إدارة البريد في مديرية شبام. ومع بروز مواهبه الفنية والغنائية صدر قرار بنقله إلى وزارة الثقافة وظل يعمل فيها كفنان متفرغ حتى وفاته.
ظهر لأول مرة فنيا في حفلة زواج عام 1972، ونال أداؤه رضا وإعجاب الجمهور. وذاع صيته بعدها في مختلف مديريات. وبعد أن ذاع صيته في أرجاء حضرموت واليمن، شارك في مهرجانات الأغنية بعدن عدة مرات وأحيى العديد من الحفلات الموسيقية في صنعاء.
أحيى حفلات في كل من الكويت والمملكة العربية السعودية عام 1985 وفي الإمارات العربية المتحدة في أكتوبر 1987م. كما شارك في عدد من الاحتفالات الرسمية والوطنية في دول عربية منها ليبيا عام 1982م، وتلقى دعوات للغناء في فرنسا وبريطانيا وإثيوبيا.
قبل وفاته بنحر شهرين زار مدينة صنعاء ونزل في منزل صديقه الفنان عبد الرحمن الحداد وهناك سجل عدد من الأغاني التراثية الصنعانية والحضرمية باللونين الحضرمي والصنعاني.
أما آخر مشاركة خارجية له فكانت في مارس 2000م في الولايات المتحدة الأمريكية بدعوة من المعهد الموسيقي العالمي، واستضافته إذاعة مونت كارلو. يذكر أن بدوي زبير سجل ثلاث أغاني للتلفزيون الألماني في فبراير 1992م.
لحن الكثير من الأعاني للمطرب حسين المحضار منها (ليلة معك في تريم) و(لأجلك أنت عشقت الغيل) و(خطفت قلبي لأنك ما تخاف)؛ كما تغنى في أداء أغنيات الشاعر الحداد بن حسن الكافس وأبدع في أغنيات الشاعر الراحل عبدالقادر الكاف وملحن الروائع حسن باحشوان فكان تكامل الثلاثي الكبير في أجود أغنياته.

## وفاته
توفي في 18 نوفمبر 2000م عن عمر ناهز الخمسين عامًا.